# Actinella laciniosa
Actinella laciniosa – gatunek ślimaka trzonkoocznego z rodziny Geomitridae.

## Występowanie
Podobnie jak jego najbliżsi krewniacy, jest to gatunek endemiczny żyjący tylko na Maderze – archipelagu należącym do Portugalii; stwierdzony jedynie na Ilhas Desertas.
Wiedzie lądowy tryb życia.

## Status
W Czerwonej księdze gatunków zagrożonych IUCN w 1994 uznano gatunek za rzadki (R), w 1996 za niedostatecznie rozpoznany (DD), a od 2011 roku klasyfikowany jest jako gatunek narażony (VU).